# Biswanath Chariali
Biswanath Chariali è una suddivisione dell'India, classificata come town committee, capoluogo del distretto di Biswanath, nello stato federato dell'Assam. In base al numero di abitanti la città rientra nella classe IV (da 10.000 a 19.999 persone).

## Società

### Evoluzione demografica
Al censimento del 2001 la popolazione di Biswanath Chariali assommava a 16.830 persone, delle quali 8.868 maschi e 7.962 femmine. I bambini di età inferiore o uguale ai sei anni assommavano a 1.561, dei quali 797 maschi e 764 femmine. Infine, coloro che erano in grado di saper almeno leggere e scrivere erano 13.483, dei quali 7.501 maschi e 5.982 femmine.